# Feather (歌曲)
〈Feather〉是美國歌手莎賓娜·卡本特的歌曲，來自她第五張錄音室專輯《秘密信件》（2022年）在2023年發行的豪華版《Emails I Can't Send Fwd:》。卡本特與詞曲作家艾米·阿倫及約翰·萊恩共同創作歌曲，並由萊恩擔任製作人。小島唱片於2023年8月4日發行它的加速版，而聯眾唱片則在同年11月把歌曲原版派台。這是一首流行、舞曲、流行舞曲、迪斯科與新迪斯科歌曲，並歌頌在關係結束並放下重擔後，所感受到的自由和解脫。
音樂評論家讚賞〈Feather〉的製作，形容它輕盈飄逸。在美國，歌曲最高登上《告示牌》百大單曲榜第21位，成為卡本特首支打進該榜前40位的歌曲，以及它首支Pop Airplay冠軍單曲。歌曲打進洪都拉斯、拉脫維亞、馬來西亞、新加坡，以及英國單曲榜前20位。它亦獲得巴西的鑽石唱片認證，以及澳洲、加拿大、紐西蘭以及美國的白金或多白金唱片認證。
米婭·巴恩斯（Mia Barnes）執導了〈Feather〉的恐怖風格音樂影片，並在2023年的萬聖節發布。影片描繪出幾位對卡本特不禮的男人相繼死亡，而她則在聖母聖衣領報教區教堂出席他們葬禮時跳舞的場面。影片獲得正面評價，但因相關教堂場景而引起爭議。天主教布鲁克林教区發表聲明批評其教堂場景，並停職處分允許拍攝的神父。卡本特在「2023年MTV音乐视频大奖」暖場秀以及2023年」迪克·克拉克的跨年搖滾夜」表演了歌曲。她亦把歌曲加入「秘密信件巡迴演唱會」、「時代巡迴演唱會」以及「微甜巡迴演唱會」的演唱歌單。

## 背景與發行
莎賓娜·卡本特於14歲時與好莱坞唱片簽署發行五張專輯的合約。合約期間發行的專輯均沒有打進美國專輯榜前25位，並沒有收穫任何打進前40位的單曲。2021件1月，卡本特與小島唱片簽約。她憑藉〈Skin〉（2021年）獲得首支打進《告示牌》百大單曲榜的歌曲，樂評家認為這首作品為奧莉維亞·羅德里戈同年發行的單曲〈駕照〉的回應歌曲。卡本特在轉投新公司的首張專輯《秘密信件》（2022年）中採用更私人的創作風格，這是她在2019冠狀病毒病封城期間構思的作品，靈感來自她寫給自己的電郵。專輯於2022年7月15日發行，包括收錄打進《告示牌》百強單曲榜第56位的單曲〈Nonsense〉。
在舉行2022年9月開始的「秘密信件巡迴演唱會」前不久，卡本特錄製了歌曲〈Feather〉，這是一首由她與艾米·阿倫，以及約翰·萊恩共同創作的歌曲。根據卡本特的說法，他們在兩個小時內構思出了這首歌曲，期間「只是在跳舞」，而萊恩則用鋼琴彈出「既酷又輕柔的東西」。歌曲收錄在專輯的2023年豪華版《Emails I Can't Send Fwd:》，原因是她不把歌曲視為收錄在原創專輯的後續作品，而「只是屬於《郵件》世界，以答謝歌迷的數首歌曲」。卡本特的經理人認為這首歌將有助於延長專輯的行銷期，並將它的發行與〈Nonsense〉的宣傳結合。小島唱片於2023年8月4日發行〈Feather〉的加速版單曲，並將它與歌曲原版一同以7吋單曲彩膠唱片形式發行。卡本特的經理人想要採用「傳統的流行單曲營銷方式」，等待歌曲在音樂影片發布後開始流行起來，再把它派台。卡本特在擔任泰勒·斯威夫特2023年－2024年的「時代巡迴演唱會」開場表演嘉賓後亦獲得更多認可。根據商業雜誌《Hits》的報道，聯眾唱片於2023年11月把歌曲派往美國電台播放。

## 詞曲
樂評家把〈Feather〉定義為流行、舞曲、流行舞曲、迪斯科，以及新迪斯科歌曲。歌曲全長3分鐘5秒。萊恩為歌曲的製作人、編程家以及音訊工程師。克里斯·蓋林格於紐約市的Sterling Sound製作歌曲的母带。而喬許·古德溫（Josh Gudwin）則在Heidi Wang的協助下於負責歌曲混音。卡本特在歌曲使用輕柔的聲線演唱，包括唱出歌詞：「I feel so much lighter like a feather with you off my mind」（大意：當你不在我的腦海裡時，我感覺自己輕如羽毛）。根據《滾石印度》阿米特·維迪亞（Amit Vaidya），歌曲的「嘟－嘟－嘟」旋律亦讓人想起寶拉·科爾的單曲〈Where Have All the Cowboys Gone?〉（1997年）。
〈Feather〉是一首關於分手後的歌曲，歌頌在關係結束並放下重擔後，所感受到的自由和解脫。卡本特首先描述一種以不成熟和不一致為特徵的有毒關係，描述自己的伴侶最初似乎很興奮，但當她試圖制定計劃時卻開始疏遠和不給承諾。她決心不再糾纏，決定離開他以鬆開束縛，並在導歌表示以後會封鎖及忽略他。卡本特將自己離開他時的輕鬆感比喻為羽毛。在回憶二人的相處時，她稱他是一個「浪費時間」的人，並曾經「表現得像個婊子」。

## 反響
音樂評論家讚賞〈Feather〉的製作，形容它輕盈飄逸。Slate的克里斯·莫蘭菲（Chris Molanphy）形容歌曲為「新迪斯科好歌」，而《American Songwriter》的亞歷克斯·霍珀（Alex Hopper）則稱它為「流行瑰寶」。霍珀進一步將卡本特的聲音描述為「流行公主」，而副歌則是輕柔易懂的「純粹流行素材」。他認為歌曲的旋律很有感染力，完全滿足自己對適合跳舞的節奏渴望。維迪亞將〈Feather〉排在《滾石印度》的2023年百強歌曲列表中第57位，並認為這首歌旋律優美、機敏地私人，並顯得真誠。《告示牌》的麥迪遜·E·戈德堡（Madison E. Goldberg）形容它為「2020年代流行音樂的大師級別」。
〈Feather〉成為卡本特首支打進《告示牌》百強單曲榜前40位的單曲，並在2024年4月27日當週登上第21位的最高排名。截至2024年11月，歌曲在榜單逗留37週，成為她在該榜逗留時間最長的作品。歌曲亦成為她首支Pop Airplay榜冠軍單曲。歌曲獲美國唱片業協會認證為雙白金唱片。〈Feather〉在4月20日當週登上Canadian Hot 100第25位，並獲加拿大音乐协会認證為白金唱片。歌曲最高登上英國單曲排行榜第19位，並獲英国唱片业协会認證為金唱片。
在澳洲，〈Feather〉最高登上當地單曲榜第23位，並獲澳大利亚唱片业协会認證為雙白金唱片。歌曲最高登上紐西蘭單曲榜第40位，並獲新西兰唱片音乐协会證為白金唱片。歌曲最高登上《告示牌》Global 200第43位。〈Feather〉亦打進多國排行榜前50位，包括洪都拉斯與新加坡的第14位、拉脫維亞的第16位、馬來西亞的第18位、愛爾蘭的第25位、荷蘭的第26位，以及菲律賓的第48位 。歌曲在巴西獲得鑽石唱片認證，並獲得中美洲、波蘭、葡萄牙，以及西班牙的金唱片認證。
樂評家指出歌曲對卡本特在翌年獲得成功的影響。Grammy.com的凱爾西·巴恩斯（Kelsey Barnes）認為歌曲的表現展現出她的大膽風格以獲取關注，並鋪墊出「更成功的2024年」道路。。戈德堡將〈Feather〉列為卡本特最重要的十首歌曲之一，並認為這為她的標誌性聲音奠定基礎。《告示牌》的傑森·利普舒茨（Jason Lipshutz） 認為這首歌在流行電台的成功意義重大，並幫助她打入美國最大的廣播電台。

## 製作名單
資料來源歌曲的7吋單曲注釋
- 莎賓娜·卡本特 – 主聲樂、詞曲創作
- 約翰·萊恩（英语：John Ryan (songwriter)） – 詞曲創作、製作、錄音、編程（英语：Programming (music)）
- 艾米·阿倫（英语：Amy Allen (songwriter)） – 詞曲創作
- 喬許·古德溫（Josh Gudwin） – 混音
- Heidi Wang – 混音工程
- 克里斯·蓋林格（英语：Chris Gehringer） – 母带

## 榜單排名
| 榜單（2023年－2024年）                       | 最高 位置 |
| -------------------------------------------- | --------- |
| 澳大利亚（澳大利亚唱片业协会單曲榜）         | 23        |
| 加拿大（Canadian Hot 100）                   | 25        |
| 加拿大（《告示牌》Canada AC）                | 20        |
| 加拿大（《告示牌》Canada CHR）               | 2         |
| 加拿大（《告示牌》Canada Hot AC）            | 5         |
| 独联体（Tophit独联体电台榜）                 | 117       |
| 全球（Billboard Global 200）                 | 43        |
| 宏都拉斯（拉美監控）                         | 14        |
| 愛爾蘭（愛爾蘭唱片音樂協會单曲榜）           | 25        |
| 拉脫維亞（拉脱维亚表演者和制片人协会電台榜） | 16        |
| 馬來西亞（馬來西亞唱片業協會國際單曲榜）     | 18        |
| 荷蘭（荷蘭排行榜）                           | 26        |
| 新西兰（新西兰唱片音乐协会單曲榜）           | 40        |
| 菲律宾（《告示牌》》百強單曲榜）             | 48        |
| 葡萄牙（葡萄牙唱片業協會单曲榜）             | 119       |
| 新加坡（新加坡唱片業協會單曲榜）             | 14        |
| 英國（官方榜单公司單曲榜）                   | 19        |
| 美国（《告示牌》百大單曲榜）                 | 21        |
| 美國（《告示牌》成人當代單曲榜）             | 15        |
| 美國（《告示牌》Adult Pop Airplay）          | 4         |
| 美國（《告示牌》Dance/Mix Show Airplay）     | 11        |
| 美國（《告示牌》Pop Airplay）                | 1         |

## 認證
| 地區                                 | 认证    | 认证单位/销量 |
| ------------------------------------ | ------- | ------------- |
| 澳大利亚（澳大利亚唱片业协会）       | 2× 白金 | 140,000‡      |
| 巴西（巴西唱片業協會）               | 钻石    | 160,000‡      |
| 加拿大（加拿大音乐协会）             | 白金    | 80,000‡       |
| 新西兰（新西兰唱片音乐协会）         | 白金    | 30,000‡       |
| 波兰（波蘭音像製造商協會）           | 金      | 25,000‡       |
| 葡萄牙（葡萄牙唱片業協會）           | 金      | 5,000‡        |
| 西班牙（西班牙音樂製作協會）         | 金      | 30,000‡       |
| 英国（英国唱片业协会）               | 金      | 400,000‡      |
| 美国（美國唱片業協會）               | 2× 白金 | 2,000,000‡    |
| 串流媒體                             |         |               |
| 中美洲（中美洲唱片認證）             | 金      | 3,500,000†    |
| ‡僅含認證的+實際銷量 †僅含認證的銷量 |         |               |

## 發行歷史
| 地區 | 日期           | 形式              | 版本        | 廠牌 | 來源   |
| ---- | -------------- | ----------------- | ----------- | ---- | ------ |
| 多國 | 2023年8月4日   | 線上下載 串流媒體 | 加速版      | 小島 | [ 16 ] |
| 多國 | 2023年10月31日 | 7吋單曲           | 原版 加速版 | 小島 | [ 17 ] |
| 多國 | 2024年4月20日  | 7吋單曲           | 原版 加速版 | 小島 | [ 64 ] |

## 備註
1. ↑  巴恩斯指出卡本特獲得《告示牌》百強單曲榜冠軍單曲〈Please Please Please〉和季軍單曲〈Espresso〉，以及在「科切拉音乐节」和「週六夜現場」表演為她在2024年獲得的成就[30]

## 資料來源
1. ↑  Cullins, Ashley. . Billboard. 2017-08-02  [2024-07-23]. （原始内容存档于2023-11-09）.
2. 1 2 3 4  Lipshutz, Jason. . Billboard. 2024-05-16  [2024-10-17]. （原始内容存档于2024-05-17）.
3. 1 2 3  Molanphy, Chris. . Slate. 2024-06-28  [2024-07-23]. （原始内容存档于2024-07-22）.
4. ↑  Chan, Anna. . Billboard. 2021-01-26  [2024-07-23]. （原始内容存档于2022-07-24）.
5. ↑  Aswad, Jem. . Variety. 2021-01-26  [2024-07-23]. （原始内容存档于2022-07-21）.
6. ↑  . Billboard. 2021-02-02  [2024-07-23]. （原始内容存档于2022-07-15）.
7. ↑  Hess, Liam. . Vogue. 2022-08-03  [2024-07-23]. （原始内容存档于2022-08-15）.
8. ↑  . Consequence. 2022-08-24  [2024-07-23]. （原始内容存档于2024-07-23）.
9. ↑  Avila, Daniela. . People. 2022-07-18  [2024-07-23]. （原始内容存档于2024-07-25）.
10. 1 2  Trust, Gary. . Billboard. 2024-07-23  [2024-01-31]. （原始内容存档于2024-01-31）.
11. 1 2  Island Records.  (音像媒体说明). Sabrina Carpenter. 2023.
12. ↑  Bowenbank, Starr. . Billboard. 2022-08-15  [2024-07-23]. （原始内容存档于2022-08-15）.
13. 1 2 3  Havens, Lyndsey. . Billboard. 2024-03-29  [2024-07-23]. （原始内容存档于2024-06-16）.
14. ↑  Ledonne, Rob. . Grammy. 2023-12-20  [2024-08-26]. （原始内容存档于2023-12-21）.
15. ↑  Shutler, Ali. . NME. 2023-03-12  [2024-07-23]. （原始内容存档于2023-03-16）.
16. 1 2  . Apple Music (US).   [2023-10-31]. （原始内容存档于2023-10-31）.
17. 1 2  . Sabrina Carpenter | Official Store.   [2023-11-27]. （原始内容存档于2023-10-31）.
18. ↑  Keates, Emma. . The A.V. Club. 2023-11-30  [2024-07-24]. （原始内容存档于2024-07-24）.
19. ↑  . Hits. 2023-11-07  [2024-11-04]. （原始内容存档于2023-11-17）.
20. 1 2  Trust, Gary. . Billboard. 2024-03-29  [2024-07-23]. （原始内容存档于2024-04-05）.
21. 1 2 3 4 5 6 7 8 9  Hopper, Alex. . American Songwriter. 2023-11-15  [2024-07-24]. （原始内容存档于2024-07-22）.
22. ↑  Campbell, Erica. . Paper.   [2024-08-21]. （原始内容存档于2024-08-21）.
23. ↑  Pareles, Jon; Zoladz, Lindsay. . The New York Times. 2024-04-12  [2024-08-26]. （原始内容存档于2024-04-12）.
24. ↑  . Apple Music (US).   [2023-11-13]. （原始内容存档于2023-11-13）.
25. 1 2  Vaidya, Amit. . Rolling Stone India. 2023-12-29  [2024-07-24].
26. 1 2  Bell, Sadie. . People. 2023-10-31  [2023-10-31]. （原始内容存档于2023-10-31）.
27. ↑  Dailey, Hannah. . Billboard. 2023-10-31  [2024-07-24]. （原始内容存档于2024-07-23）.
28. ↑  Lane, Lexi. . Uproxx. 2023-10-31  [2024-07-24]. （原始内容存档于2024-07-23）.
29. 1 2 3  Goldberg, Madison E. . Billboard. 2024-08-22  [2024-08-26]. （原始内容存档于2024-08-23）.
30. 1 2 3  Barnes, Kelsey. . Grammy.com. 2024-08-23  [2024-08-26]. （原始内容存档于2024-08-23）.
31. 1 2 3  "Sabrina Carpenter Chart History (Hot 100)". Billboard.  [2024-04-23].（英語）.
32. 1 2  . Recording Industry Association of America.   [2024-11-15] （英语）.
33. 1 2  "Sabrina Carpenter Chart History (Canadian Hot 100)". Billboard.  [2024-04-15].（英語）.
34. 1 2  . Music Canada.   [2024-05-24] （英语）.
35. 1 2  "Official Singles Chart Top 100". Official Charts Company.  （英語）.
36. 1 2  . British Phonographic Industry.   [2024-06-28] （英语）.
37. 1 2  "Australian-charts.com – Sabrina Carpenter – Feather". ARIA Top 50 Singles.    （英語）.
38. 1 2   (PDF). Australian Recording Industry Association.   [2024-05-16] （英语）.
39. 1 2  . Recorded Music NZ. 2024-06-24  [2024-06-21].
40. 1 2  . Recorded Music NZ.   [2024-11-20] （英语）.
41. 1 2  "Sabrina Carpenter – Chart history". Billboard.  Retrieved 2024-06-25. （英語）.
42. 1 2  . Monitor Latino.   [2024-07-11].
43. 1 2  . RIAS.   [2024-01-23]. （原始内容存档于2024-01-23）.
44. 1 2   [Latvia's most played songs Radio Top 2024 – Week 12]. LAIPA. 2024-04-15  [2024-04-16]. （原始内容存档于2024-04-16） （拉脱维亚语）.
45. 1 2  . RIM. 2024-01-27  [2024-01-28]. （原始内容存档于2024-01-27） –Facebook.
46. 1 2  "Official Irish Singles Chart Top 50". Official Charts Company.  （英語）.
47. 1 2  . MegaCharts.   [2024-01-20]. （原始内容存档于2024-01-27） （荷兰语）.
48. 1 2  . Billboard.   [2024-07-12]. （原始内容存档于2024-07-12）.
49. 1 2  . Pro-Música Brasil.   [2024-08-29] （葡萄牙语）.
50. 1 2  . Certificación Fonográfica Centroamericana.   [2024-11-02] （西班牙语）.
51. 1 2  . Polish Society of the Phonographic Industry.   [2024-06-05] （波兰语）. 点击“TYTUŁ”并在搜索框输入“Feather”。
52. 1 2   (PDF). Associação Fonográfica Portuguesa.   [2024-07-11] （葡萄牙语）.
53. 1 2  . El portal de Música. Productores de Música de España.   [2024-11-06] （西班牙语）.
54. ↑  Island Records.  (vinyl case). Sabrina Carpenter. United States. 2023. 602458602616.
55. ↑  "Sabrina Carpenter Chart History (Canada AC)". Billboard.  2024-06-15.（英語）.
56. ↑  "Sabrina Carpenter Chart History (Canada CHR/Top 40)". Billboard.  [2024-07-02].（英語）.
57. ↑  "Sabrina Carpenter Chart History (Canada Hot AC)". Billboard.  [2024-06-15].（英語）.
58. ↑  Sabrina Carpenter — Feather. TopHit.  [2024-04-24].（英語）.
59. ↑  "Portuguesecharts.com – Sabrina Carpenter – Feather". AFP Top 100 Singles.  （英語）.
60. ↑   "Sabrina Carpenter Chart History (Adult Contemporary)". Billboard.  [2024-09-10].（英語）.
61. ↑  "Sabrina Carpenter Chart History (Adult Pop Songs)". Billboard.   [2024-05-11].（英語）.
62. ↑  "Sabrina Carpenter Chart History (Dance Mix/Show Airplay)". Billboard.  [2024-03-24].（英語）.
63. ↑  "Sabrina Carpenter Chart History (Pop Songs)". Billboard.  [2024-03-31].（英語）.
64. ↑  . Record Store Day.   [2024-03-06]. （原始内容存档于2024-02-16）.